# Себастьян Дросте
Себастьян Дросте (нім. Sebastian Droste; 1892—1927)  — поет, актор і танцівник, пов'язаний з підпільними субкультурами Берліна 1920-х років.

## Акторська діяльність
У 1922 році в Будапешті Себастьян Дросте одружився з експресіоністською екзотичною танцівницею і актрисою німецьких німих фільмів Анітою Бербер. Незадовго до цього пара шокувала публіку, представивши у Відні свою спільну програму, в якій вони танцювали оголеними. Популярність шоу була значною: лише, коли втрутилися віденські охоронці моральності, скандальна пара перебралася в Угорщину. Разом з Дросте вони виконали фантазії з такими назвами, як Самогубство, Морфій, Божевільний будинок, Труп на секційному столі і Ніч Борджіа. Деякі з цих уявлень надихнули режисерів-експресіоністів на створення фільмів.
Так чи інакше в кіно з'явилися також самі танцюристи: в період розквіту Дросте був запрошений для роботи в німому фільмі «Алголь» (1920). У 1923 році він блиснув в короткій документальній картині «Танці жаху, пороку і екстазу» (Tänze des Grauens, des Lasters und der Ekstase. Режисер — Fritz Freisler, 1923).

## Визнання в світі поезії
У 1923 році Дросте і Бербер опублікували книгу віршів, фотографій і малюнків під назвою «Die Tänze des Lasters, des Grauens und der Ekstase» («Танці пороку, жаху і захоплення»), засновані на їх однойменних постановках. Розкриваючи в повному обсязі експресіонізм в поезії, книга пропонує поглянути на тугу і цинізм, затінюють творче та особисте існування. Ставши своєрідним підсумком великого творчого періоду, публікація книги завершила не тільки творчий союз, але і шлюб Дросте: коли пара повернулася до Берліна, трапився новий скандал — кокаїніст Дросте, скоїв крадіжку, щоб роздобути грошей на наркотики, і втік від розплати в Америку. У тому ж році Аніта анулювала їх шлюб.

## Останні роки
У США Дросте зустріли, як зірку. Він відразу ж отримав запрошення на участь в зйомках фільму «Шлях» (The Way, 1929), який задумав фотограф і режисер Френсіс Брюге, відомий своїми експериментами з подвійною експозицією. Не дивлячись на інтерес до артиста з боку американської публіки, цей період життя Дросте був затьмарений його посилює депресію і проблемами зі здоров'ям. Картина «Шлях» так і не була завершена через смерть Себастьяна Дросте, але багато фотографій створені перед початком зйомок говорять про те, що фільм продовжив експресіоністську традицію, притаманну всієї творчості німецького артиста.